# Блу-Маунтін (кава)

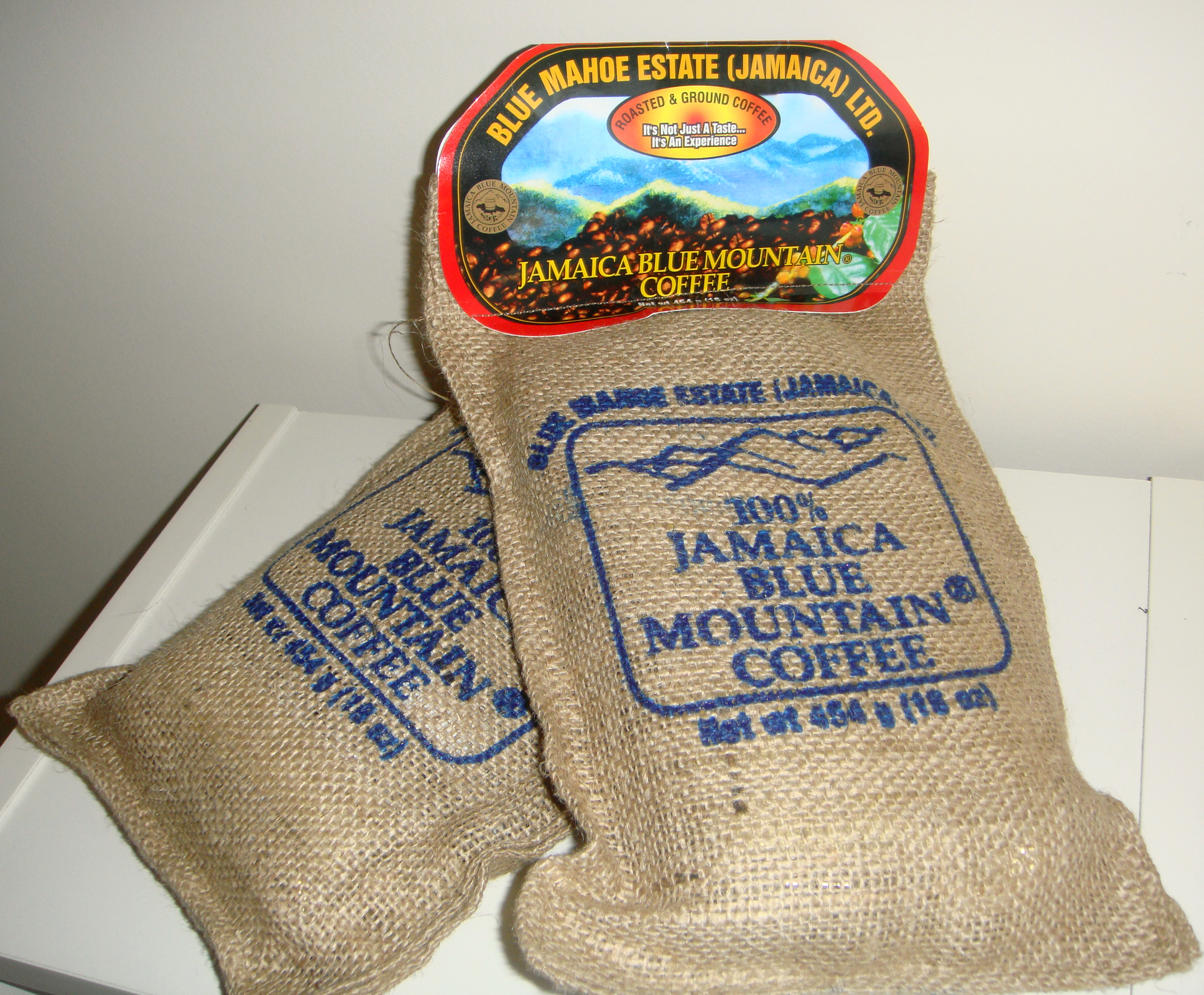
Кава Ямайка Блу-Маунтін, розфасована для роздрібної торгівлі

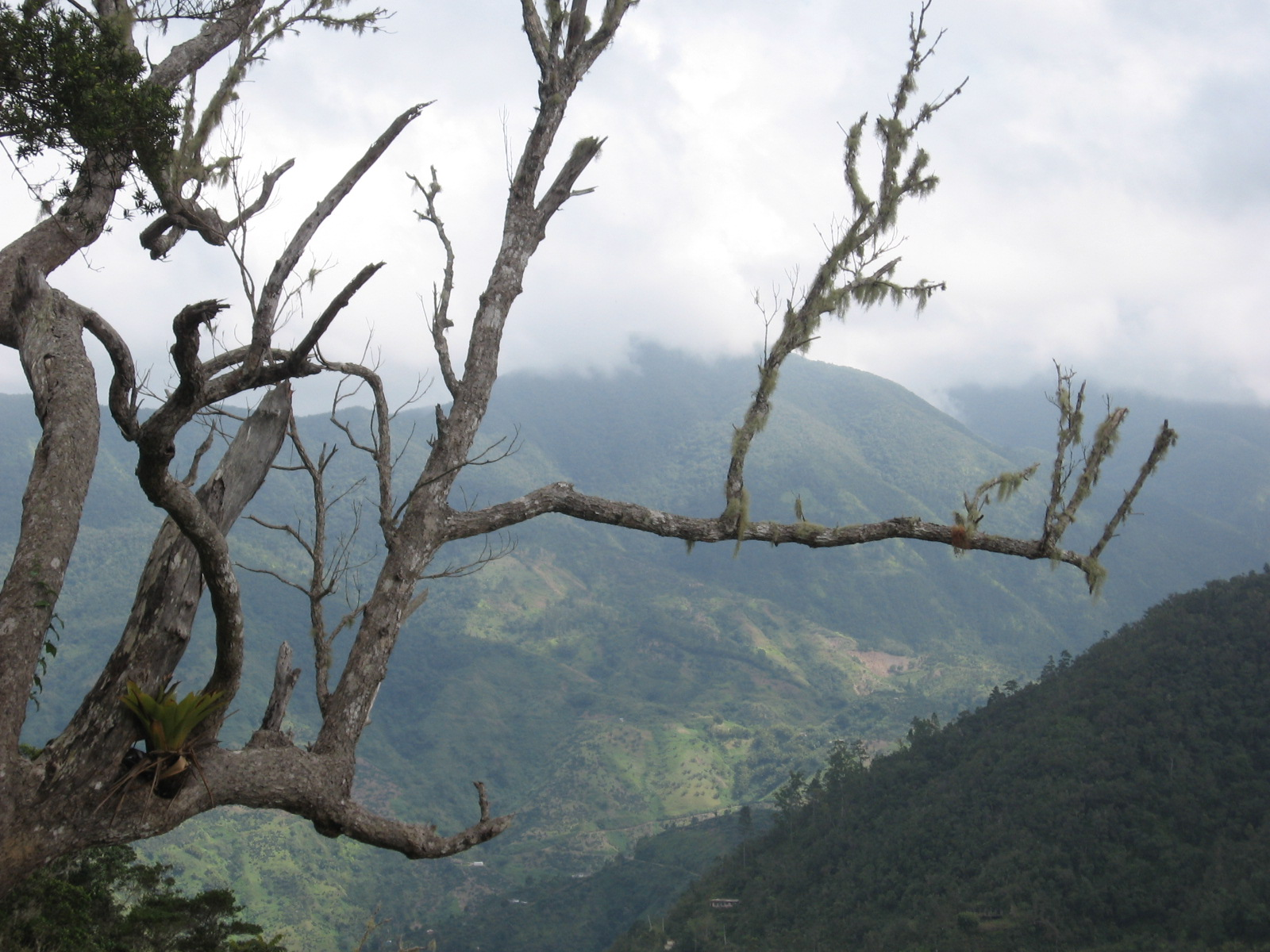
Гори Блу-Маунтінс

Блу-Маунтін (англ. Blue Mountain Coffee), або Ямайка Блу-Маунтін (англ. Jamaica Blue Mountain Coffee) — різновид кави, що культивується в горах Блу-Маунтінс, розташованих на території Ямайки. Найкращі зразки цієї кави характеризуються м'яким ароматом та відсутністю гіркого присмаку.

## Загальні відомості
Останнім часом Блу-Маунтін набуває все більш позитивної репутації, що дало їй змогу стати одним з найбільш дорогих та затребуваних видів кави в світі. Більше 80% кави Блу-Маунтін експортується до Японії. Крім власне виготовлення кавового напою, зерна цього виду слугують також базою для кавового лікеру Tia Maria.
Кава Блу-Маунтін є захищеною знаком відповідності, завдяки якому назву «Блу-Маунтін» може мати лише кава, що має дозвіл на її використання, виданий радою Ямайки з питань кавової промисловості (англ. Coffee Industry Board of Jamaica). Рада Ямайки з питань кавової промисловості здійснює моніторинг за культивацією кави Блу-Маунтін.
Поєднання природних та кліматичних умов гір Блу-Маунтінс (прохолодного й вологого з частими туманами клімату та багатих ґрунтів з відмінним дренажем) вважається ідеальним для вирощування кави.

## Закон про регулювання кавової індустрії

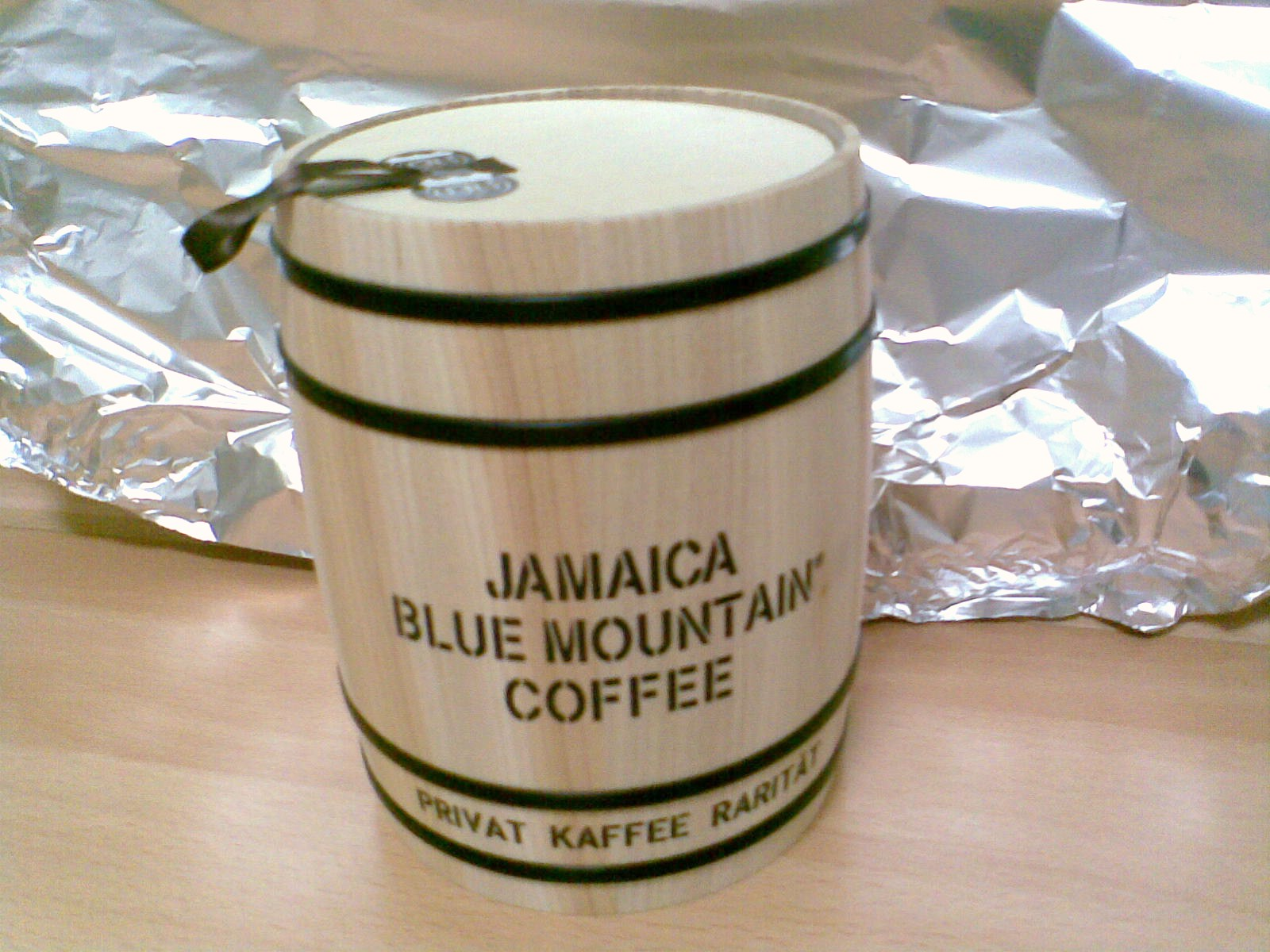
Ємність із зернами кави Блу-Маунтін

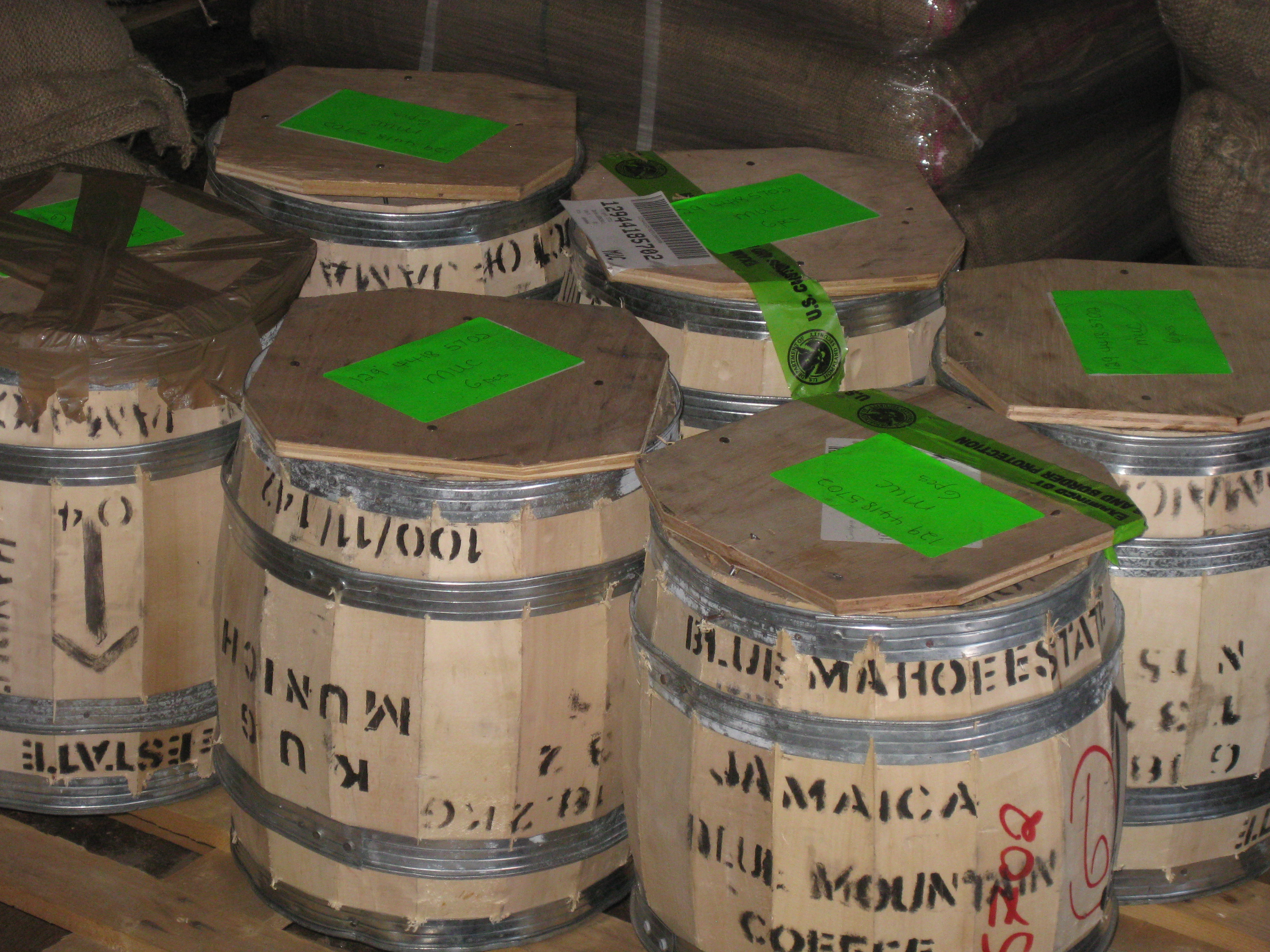
Кава Блу-Маунтін, розфасована в ємності вагою 15, 50 та 70 кг

Даний правовий акт визначає, яка саме кава може мати назву Блу-Маунтін. Крім цього, він також обмежує використання цієї назви лише виробниками, які мають відповідний дозвіл ради з питань кавової промисловості. Кава, зібрана на території приходів (округів) Сент-Ендрю, Сент-Томас, Портленд та Сент-Мері, може носити назву Блу-Маунтін.

## Висотний діапазон
Зазвичай назву Ямайка Блу-Маунтін носить лише кава, зібрана на висоті 910 — 1700 метрів. Кава, зібрана на висоті 460 — 910 метрів, має назву Ямайка Хай-Маунтін (англ. Jamaica High Mountain), а кава, що росте на висоті до 460 метрів, називається Jamaica Supreme або Ямайка Лоу-Маунтін (англ. Jamaica Low Mountain). Позначка 1700 метрів є граничною, вище неї знаходяться заповідні ліси, тому вирощування кави на цих висотах не є можливим.

## Класифікація та смакові характеристики
Як і для багатьох інших сортів кави, є декілька критеріїв, що базуються на таких показниках, як розмір, властивості кавових зерен та допустимі дефекти.
За цими показниками Ямайка Блу-Маунтін поділяється на п'ять видів — Blue Mountain No. 1, Blue Mountain No. 2, Blue Mountain No. 3, Blue Mountain Peaberry та Blue Mountain Triage; усі вони (крім останнього) мають ідентичні показники дефектності кавових зерен (гранично допустимий відсоток дефектів майже однаково низький у всіх п'яти видів), однак різняться за розмірами. Якщо зерна перших трьох видів не надто сильно відрізняються за розмірами (максимум — трохи більше одного міліметра), то зерна Blue Mountain Peaberry за цим показником (як і за рядом інших властивостей) стоять осторонь — різниця між першими трьома видами та зернами «пібері» сягає більше двох міліметрів. Blue Mountain Triage включає в себе кавові зерна перших трьох видів, відфільтровані від зерен, що мають дефект під назвою «вухо слона». Показник дефектності Blue Mountain Triage є невисоким, проте вдвічі перевищує аналогічні показники перших трьох видів та «пібері». Подібним для всіх п'яти видів зерен Ямайка Блу-Маунтін, крім показників дефектності, є також нетиповий для кавових зерен синьо-зелений відтінок.
Ямайка Блу-Маунтін характеризується пряним помірно кислим смаком, у якому присутній також трав'яний компонент, та яскраво вираженим ароматом, що нагадує квіти.

## Регіон вирощування та статус
Ямайка Блу-Маунтін культивується в чотирьох високогірних приморських округах (приходах) Ямайки — Сент-Ендрю, Сент-Томас, Портленд та Сент-Мері. Кава захищена знаком відповідності та Законом про регулювання кавової індустрії Ямайки.